# Rio Batateira
Rio Batateira är ett periodiskt vattendrag i Brasilien.   Det ligger i delstaten Ceará, i den östra delen av landet, 1 400 km nordost om huvudstaden Brasília.
Omgivningarna runt Rio Batateira är huvudsakligen savann. Runt Rio Batateira är det ganska glesbefolkat, med 42 invånare per kvadratkilometer.